# Mariam Selim
Pour les articles homonymes, voir Selim (homonymie).
Mariam Selim, née le 24 octobre 2002 à Alexandrie, est une gymnaste rythmique égyptienne.

## Carrière
Mariam Selim dispute les épreuves juniors des Championnats d'Afrique de gymnastique rythmique 2016 à Walvis Bay, remportant six médailles d'or.
Aux championnats d'Afrique de gymnastique rythmique 2018 au Caire, elle est médaillée d'or par équipes, au cerceau, au ballon et au ruban et médaillée d'argent au concours général individuel.
Aux championnats d'Afrique de gymnastique rythmique 2020 à Charm el-Cheikh, elle est médaillée d'or par équipes et médaillée d'argent au concours général individuel, au ruban, au cerceau et aux massues.
Elle est médaillée d'or au ruban et par équipes aux Championnats d'Afrique de gymnastique rythmique 2024 à Kigali.